# Віторія-да-Конкіста (мікрорегіон)
Віторія-да-Конкіста (порт. Microrregião de Vitória da Conquista) — мікрорегіон в Бразилії, входить в штат Баїя. Складова частина мезорегіону Південно-центральна частина штату Баїя. Населення становить 658 284 чоловік на 2005 рік. Займає площу 18 693,218 км². Густота населення — 35,2 чол./км².

## Склад мікрорегіону
До складу мікрорегіону включені наступні муніципалітети:
1. Анаже
2. Барра-ду-Шоса
3. Белу-Кампу
4. Боа-Нова
5. Бон-Жезус-да-Серра
6. Каатіба
7. Каетанус
8. Кандіду-Саліс
9. Даріу-Мейра
10. Ібікуї
11. Ігуаї
12. Макарані
13. Мануел-Віторіну
14. Міранті
15. Нова-Канаан
16. Планалту
17. Посойнс
18. Віторія-да-Конкіста

| Бразилія | Це незавершена стаття з географії Бразилії. Ви можете допомогти проєкту, виправивши або дописавши її. |